# Dugenta
Dugenta – miejscowość i gmina we Włoszech, w regionie Kampania, w prowincji Benewent.
Według danych na I 2009 gminę zamieszkiwało 2745 osób przy gęstości zaludnienia 172 os./1 km².